# Eskişehir ETİ Bisküvi
L'Eskişehir ETİ Bisküvi est un club de handball qui se situe à Eskişehir  en Turquie. 

## Palmarès
- Championnat de Turquie (1) : 1990, 1991, 1993